# Левин Рудоф фон дер Шуленбург
Левин Рудоф фон дер Шуленбург (на немски: Levin Rudolf von der Schulenburg; * 23 октомври 1727, Тухайм, Саксония-Анхалт; † 22 септември 1788, Берлин) е благородник от род фон дер Шуленбург, пруски генерал-лейтенант, също таен държавен съветник и военен министър.

## Биография
Той е син на пруския дворцов и легация-съветник Левин Дитрих фон дер Шуленбург (1678 – 1743), наследник на Тухайм, и съпругата му Катарина София фон дер Асебург (1686 – 1780) от род Майздорф-Фалкенщайн, дъщеря на Йохан Хайнрих фон дер Асебург цу Майздорф (1662 – 1689) и Сибила Бригита фон дер Асебург (1656 – 1707). Внук е на Дитрих Херман I фон дер Шуленбург (1638 – 1693) и фрайин Амалия фон дер Шуленбург (1643 – 1713), дъщеря на фрайхер Ахац II фон дер Шуленбург (1610 – 1680) и София Хедвиг фон Велтхайм (1607 – 1667). Потомък е на Вернер IV фон дер Шуленбург († сл. 1372) и на рицар Вернер II фон дер Шуленбург († сл. 1304). Брат му Август Фердинанд фон дер Шуленбург (1729 – 1787) е пруски генерал-майор.
Шуленбург влиза през 1743 г. в сухопътната пруска войска и през 1750 г. става лейтенант. Със започването на Седемгодишната война той става генерал-адютант на генерал-фелдмаршал Кристоф Вилхелм фон Калкщайн (1682 – 1759) и участва в битки. След това отива в свитата на Фридрих II Пруски. През януари 1758 г. той е хауптман и флюгел-адютант на краля. На 15 август 1760 г. е повишен на майор.
След войната Левин Рудоф става през август 1767 г. полковник-лейтенант, на 14 юли 1771 г. полковник. През 1778 г. в Баварската наследствена война (1778 – 1779) отговаря за грижите на кралската войска. Той става директор на военното сиропиталище в Потсдам. На 18 юни 1779 г. става генерал-майор и на 20 май 1787 г. генерал-лейтенант. На 25 юни 1787 г. той е шеф на 3. департамент на главната военна колегия. След няколко дена той става също таен държавен- и военен министър.

## Фамилия
Левин Рудоф фон дер Шуленбург се жени за Вилхелмина Каролина Цинков (* 18 юли 1752; † 7 март 1800), дъщеря на тайния финансов съветник Йохан (Йоахим) Кристоф Цинов (1710 – 1760). Бракът е бездетен. Те се развеждат през 1768 г. Тя се омъжва втори път през 1772 г. за ритмайстер Филип Фридрих Август Вилхелм фон Бризт (* 3 октомври 1749; † 7 януари 1822). Двамата са родители на по-късната известна писателка Каролина де ла Мот Фуке (* 7 октомври 1773, Берлин; † 20 юли 1831).